# Talveila
Talveila est une commune espagnole de la province de Soria en Castille-et-León.